# ALOHAnet
ALOHAnet var ett radiobaserat kommunikationssystem som band samman Hawaiis öar. Det skapades 1971 av Norman Abramson, som från 1970 var professor på University of Hawaii. 1972 anslöts det till ARPANET och blev därmed det första till ARPANET anslutna externa nätet.

## Protokoll
ALOHAnets protokoll på Datalänkskiktet inspirerade bland annat utvecklingen av CSMA, och vidareutvecklingar används idag i bland annat Ethernet och WiFi.

### Pure ALOHA
Protokollet som användes i ALOHAnet kallas numera för Pure ALOHA och fungerade på följande vis :
- Om en nod har data att skicka, så skickas den omedelbart.
- Om en nod tar emot data samtidigt som den skickar, så har en kollision inträffat och datan behöver skickas senare.

Specifikt så väntar varje nod en slumpmässig tid innan den försöker skicka sin data igen, om en kollision har inträffat. Detta upprepas fram tills datan har skickats.
Pure ALOHA har en effektiv överföringshastighet på 18%, vilket innebär att en kanal med en överföringshastighet på 100 Mbps i bästa fall kommer uppnå 18 Mbps om Pure ALOHA används .

### Slotted ALOHA
Slotted ALOHA utvecklades som en förbättring av Pure ALOHA. I Slotted ALOHA så delas kanalen in i diskreta tidsramar, så kallade 'frames', och varje nod kan enbart skicka data i början av varje frame. Detta innebär att alla noder behöver vara synkroniserade. Varje nod har en associerad sannolikhet p, som används för att hantera kollisioner.
- Om en nod har data att skicka i början av en frame, så skickas den omedelbart.
- Om en nod upptäcker att en kollision har inträffat, så skickas datan om i varje efterföljande frame med sannolikhet p, fram tills datan har skickats utan kollision.

Slotted ALOHA har en effektiv överföringshastighet på 37%, vilket innebär att en kanal med en överföringshastighet på 100 Mbps i bästa fall kommer uppnå 37 Mbps om Slotted ALOHA används .